# Banque nationale tchèque
La Banque nationale tchèque (en tchèque : Česká národní banka, ČNB) est la banque centrale de la Tchéquie. Son principal objectif est de maintenir la stabilité des prix. Dans ce but, la banque est indépendante du gouvernement de la Tchéquie ou de tout autre institution parapublique.
La banque nationale tchèque est responsable, entre autres,
- de la politique monétaire
- de l'émission des billets de banque
- de l'émission des pièces de monnaie qu'elle sous-traite à la Česká mincovna (Monnaie tchèque)

Entre 1934 et 1939, le poste du président de la Banque nationale tchécoslovaque, prédécesseur de la Banque nationale tchèque, a été occupé par Karel Engliš (1880-1961), économiste tchèque, fondateur de la théorie économique téléologique et l'un des plus importants théoriciens de l'économie dans l'entre-deux-guerres.